# Tomás Pedro Regalado
Tomás Pedro Regalado (nombre completo: Tomás Pedro Regalado y Valdéz; 24 de mayo de 1947; La Habana, Cuba) es un periodista y exalcalde de Miami, Estados Unidos. Es miembro del partido republicano.
Fue director de Noticieros de Radio Miami y reportero para Univisión. Regalado fue elegido alcalde el 3 de noviembre de 2009 y juró el cargo el 11 de noviembre del mismo año.